# Winifred Westover
Winifred Westover (San Francisco; California, 9 de noviembre de 1899-Los Ángeles, California,19 de marzo de 1978) fue una actriz cinematográfica estadounidense.
Nacida en San Francisco (California), su carrera en el cine se inició en 1916 con un pequeño papel en la obra de D. W. Griffith, Intolerancia. En 1919 fue una de las protagonistas del filme John Petticoats, junto a William S. Hart, quien le propuso matrimonio.
Se casaron el 7 de diciembre de 1921 y tuvieron un hijo, William S. Hart Jr. Se divorciaron en 1927.
Ella se retiró en 1923 para criar a su hijo, pero volvió en 1930 con la ayuda de su exmarido, para trabajar en un melodrama llamado Lummox, título que no tuvo éxito, por lo cual decidió abandonar el cine.
Winifred Westover falleció en Los Ángeles, California, en 1978.

## Filmografía seleccionada
- Intolerancia 1916
- John Petticoats  1919
- The Village Sleuth 1920
- Love's Masquerade 1922
- Lummox 1930